# Mayta Capac
Mayta Capac (Cusco, 1290 – Cusco, 1320) è stato un sovrano dell'epoca protostorica della etnia degli Inca. I dati riguardanti la sua vita sono desunti dalle leggende raccolte dai conquistadores spagnoli dopo la conquista dell'impero andino e conservate dai suoi discendenti.

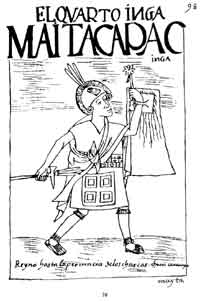
Immagine di Mayta Capac secondo Guaman Poma de Ayala

Si tratta del quarto sovrano della dinastia inca, il successore di Lloque Yupanqui. Appartiene alla casata degli Hurin-Cuzco.

## Profilo
La vita di questo monarca è costellata di numerose leggende che sono state raccolte, con dovizia di particolari, dai vari cronisti.
Sembra che l'immagine di questo Inca sia stata particolarmente gradita alle genti del Cusco che ne hanno tramandato la storia con affetto e simpatia e con la devozione che, di solito, si riserva ad un eroe primordiale.
A riprova di ciò sta il suo nome, Mayta, che è stato adottato da numerosi personaggi, anche influenti, in tutta la storia dell'impero ed era ancora in uso al tempo della conquista.
Il corpus delle leggende che lo riguardano attraversa tutta la sua vita e può essere agevolmente suddiviso in periodi distinti.

## Leggende sulla nascita
Scorrendo la vita di Lloque Yupanqui si apprende che Mayta Capac sarebbe stato concepito da questo sovrano in tarda età, quando già l'anziano genitore era rassegnato a morire senza prole.
La sua nascita sarebbe stata determinata dall'intervento divino, ossia dall'intercessione di Inti, il nume di riferimento della dinastia, considerato il padre tutelare dei sovrani Inca.
Secondo alcune versioni, Lloque Yupanqui sarebbe stato, all'epoca, ancora celibe e avrebbe ottenuto in moglie una nobile della regione che, in capo a tre mesi, avrebbe partorito Mayta Capac.
Tanto è bastato ad alcuni moderni commentatori per ironizzare su una presunta, antecedente condizione della madre di Mayta Capac che si sarebbe congiunta, già pregna, al signore del Cusco.
L'evidente riferimento alla soprannaturale nascita del futuro sovrano Inca è però suffragata da innumerevoli altre considerazioni.
Juan Santa Cruz Pachacuti, ad esempio, narra che aveva pianto più volte quando era ancora nel ventre della madre e assicura che, pochi mesi dopo la nascita, parlava già correttamente. Per Sarmiento de Gamboa, sarebbe nato già provvisto di denti e, ad un anno ne avrebbe dimostrato otto, giungendo, a due anni, a lottare, da vincitore, con giovani di età ben superiore alla sua, osservazioni che spingono questo autore a paragonare Mayta Capac a una sorta di Ercole andino.
Il sapore magico di queste leggende dovrebbe, da solo, essere sufficiente a dimostrare che l'assunto di una gravidanza brevissima era da rapportarsi alla natura soprannaturale dell'eroe incaico piuttosto che a considerazioni profane di ordine genetico.

## Racconti sull'adolescenza
Mayta Capac, ancora fanciullo, durante dei giochi, terminati in un alterco, aveva ferito il figlio del capo degli Alcabizas (Alcayvizcas) una tribù stanziata nei pressi del Cuzco e alleata degli Inca.
Il giovane contuso si era ritirato, pare con una gamba spezzata, presso le abitazioni dei suoi genitori e aveva chiesto, a gran voce, l'aiuto dei suoi.
Tre guerrieri della sua tribù si erano allora recati al Cusco per pretendere soddisfazione.
Probabilmente, i tre avevano soltanto l'intenzione di chiedere il castigo del giovane inca bellicoso, ma quest'ultimo, da parte sua, non era minimamente intenzionato ad accettare le loro reprimende.
Ne era conseguito uno scontro, al termine del quale, due dei militi degli Alcabizas avevano trovato la morte, mentre il terzo, solo fuggendo, era riuscito a salvare la vita.
L'affronto doveva essere vendicato e gli Alcabizas minacciarono di marciare sul Cuzco.
L'anziano Lloque Yupanqui, da sempre alieno alle guerre, avrebbe voluto comporre pacificamente la questione, ma i suoi dignitari, schierati intorno al suo erede, riuscirono ad imporgli un atteggiamento più bellicoso.
Mayta Capac, assumendo il comando, affrontò allora il nemico e riuscì, per ben due volte, ad infliggergli una sonora sconfitta.
Gli Alcabizas, a questo punto, si avvidero che la vicenda, iniziata come una semplice azione punitiva, si era ormai trasformata in una contesa che vedeva minacciata la loro stessa sopravvivenza e chiesero aiuto a tutti i loro alleati per collegarsi in una potente confederazione.
La battaglia che ne derivò vide gli Inca vacillare sotto l'impeto degli avversari, ben più numerosi, ma quando tutto sembrava perduto, una provvidenziale, intensa e perdurante grandinata, che sembrò di natura soprannaturale, valse a fiaccare l'attacco degli assalitori.
Pur ringraziando la loro divinità per il provvidenziale intervento, gli Inca si rivolsero al loro principe, inneggiando alla vittoria che ritenevano dovuta al suo eroismo.
La guerra finì, così, con un'apoteosi per Mayta Capac.
Questo racconto, apparentemente leggendario, è stato oggetto di una riprova storica.
Interrogati, in occasione della stesura delle famose Informaciones di Francisco de Toledo, i discendenti degli Alcabizas, ebbero, infatti, a lamentare di essere stati tiranneggiati dagli Inca che li avrebbero estromessi dalla regione, malgrado avessero, con loro, un avo in comune, il leggendario Ayar Uchu, fratello di Manco Cápac. In quell'occasione, gli indios interrogati fornirono un vivace resoconto delle prodezze di Mayta Capac e la loro narrazione si rivela assai interessante, perché ci permettere di accedere ad una interpretazione dei fatti resa dai soccombenti.

## La successione al regno
Alla morte di Lloque Yupanqui, Mayta Capac, superate le prove di iniziazione, venne riconosciuto come il nuovo sovrano del Cuzco.
Questa affermazione sembra il logico coronamento delle vicende dell'eroico principe, ma una versione differente introduce delle ipotesi meno edificanti.
Dobbiamo al frate mercedario Martín de Murúa la raccolta di una leggenda difforme dalla tradizione universalmente accreditata.
Questo autore sembra aver attinto alle stesse fonti di Guaman Poma de Ayala, ma il suo temperamento lo ha portato a ricercare aneddoti ed episodi di un sapore rinascimentale, ovvero intrisi di un'aura di complotti e di congiure più o meno sotterranee.
Parlando dell'avvento al regno di Mayta Capac egli assicura che il defunto sovrano, morto avvelenato,  aveva lasciato altri figli meritevoli del regno.
Mayta Capac, secondo questa versione, avrebbe ingaggiato una vera e propria guerra con i suoi fratelli, al termine della quale, questi ultimi, sconfitti, si sarebbero rifugiati sulle montagne circostanti, guidati da uno zio che li aveva appoggiati.
Quale credito possiamo dare a questo racconto?
Nella storia incaica sono frequenti i resoconti eliminati dalla storiografia imperiale in quanto ritenuti poco edificanti. Il padre Murua potrebbe avere avuto accesso a una versione non ufficiale conservata, in segreto, da una parte soccombente, ma niente ci assicura che questa visione degli eventi sia veritiera. Anche ammesso che Mayta Capac avesse dovuto lottare per giungere al potere, non potremo mai sapere se il nostro sovrano sia stato un usurpatore o se invece abbia dovuto difendere il suo buon diritto da una congiura.

## Natura di Mayta Capac
Tutti i cronisti sono concordi nell'attribuire a Mayta Capac un'illuminata sapienza.
Egli è riconosciuto come il massimo esperto, del suo tempo, nelle arti mediche e divinatorie.
Sarmiento ci fornisce una spiegazione della saggezza che questo sovrano avrebbe ottenuto grazie al suo indiscusso coraggio.
Il suo avo Manco Cápac sarebbe stato in possesso di un oracolo, l'uccello Indi, che, racchiuso in una gabbia, gli avrebbe fornito ogni sorta di insegnamenti. Il potere di questo animale profetico era però oscuro e spaventoso e nessuno dei suoi successori aveva avuto il coraggio di interrogarlo o anche solo di avvicinarlo.
Mayta Capac aveva invece affrontato l'oracolo e lo aveva interrogato personalmente, ottenendo profezie e insegnamenti che gli avevano consentito di divenire l'uomo più saggio della sua era.
Il sovrano Inca non era però destinato a godere di queste sue accentuate capacità.
L'acquisizione di tante conoscenze aveva fatto di lui un personaggio triste e sfiduciato, dedito a speculazioni interiori che lo avevano convinto della infelice sorte del genere umano, procurandogli una visione esistenziale prevalentemente pessimistica.
Le concezioni religiose di Mayta Capac sono state esaminate con particolare attenzione dai vari cronisti.
Santacruz Pachacuti ne avrebbe fatto addirittura un precursore della religione monoteistica. Secondo lui, questo sovrano avrebbe avuto la percezione di un essere supremo, a cui avrebbe dedicato un altare e un'immagine nel tempio di Indicancha, avendo osservato che tutti gli astri, Sole compreso, dovevano essere mossi da un motore superiore.
Viene riportata una sua azione contro le huaca, seppur senza esito in quanto queste entità, avvertite del suo proposito, sarebbero fuggite urlando dal Cuzco.
Miguel Cabello Balboa, per contro, ci riferisce che avrebbe lasciato prosperare i cultori di magia e delle arti divinatorie.

## Politica di Mayta Capac
La sua natura bellicosa non poteva limitarsi a delle azioni di conservazione dei territori acquisiti al momento della sua incoronazione.
Secondo Garcilaso Inca de la Vega egli avrebbe conquistato la regione dei Collas e altre località limitrofe, segnatamente quelle di  Cuchuna, Llaricassa, Sancuan, Huaychu e Callamarca.
Si tratta, probabilmente di esagerazioni, ma è evidente che sotto la sua guida, gli Inca hanno iniziato a considerare i rapporti con i loro vicini in termini di opposizione e di possibile conquista, fissando i criteri della loro successiva, esaltante espansione.
Per quanto attiene alla politica interna di Mayta Capac, si segnalano alcune azioni originali.
A lui si dovrebbe infatti la stesura del primo corpo di leggi di carattere penale con l'individuazione di specifici reati e delle pene destinate ai malfattori.
Mayta Capac è infine indicato come l'artefice del primo ponte di vimini della storia Inca.

## Famiglia di Mayta Capac
Il nome della moglie di questo sovrano è, come al solito, indicato diversamente dai vari cronisti.
Per Cobo e per Santacruz Pachacuti è Mama Tancaray Yacchi; per Sarmiento Mama Tacucaray; per Murua sua sorella Chimpo Urma; per Poma de Ayala Chimbo Urma Mama Yaci; per Garcilaso Mama Cuca; per Cieza de Léon Mama Cahua Pata figlia del capo del villaggio di Oma, a due leghe dal Cuzco e infine per Balboa Mama Cauca di Taucaraz.
Il figlio primogenito e suo erede fu, per tutti, Capac Yupanqui, ma il sovrano ha avuto anche altri figli e i loro nomi sono riportati in maniera difforme: Tarco Huaman per Cobo; Faico Huaman e una figlia, Chimpo Ocllo per Murua che però avvisa che i figli furono otto e le figlie tre; Apo Maytac Inga, Uilcac Inga, Uiza Topa Inga i maschi e Chinbo Ucllo Mama Caua, Curi Ucllo le femmine per Poma de Ayala; Inti Conti Mayta e Orco Guarannca per Santacruz Pachacuti; Tarco Guaman, Apo Conde Mayta, Queco Aucaylli e Roca Yupangui per Sarmiento; Tarcoguaman per Balboa e Apo Tarco Guaman per le Informaciones dette Declaración de los quipocamayos a Vaca de Castro.
La panaca di Mayta Capac è universalmente riconosciuta come quella di Usca Mayta panaca Ayllo.